# Melitaea confusa
Melitaea confusa är en fjärilsart som beskrevs av Joannis 1908. Melitaea confusa ingår i släktet Melitaea och familjen praktfjärilar. Inga underarter finns listade i Catalogue of Life.